# Roman Szpek
Roman Wasylowycz Szpek, ukr. Роман Васильович Шпек (ur. 10 listopada 1954 w Broszniowie-Osadzie) – ukraiński dyplomata, polityk, minister gospodarki Ukrainy w latach 1993–1995.

## Życiorys
W 1976 roku ukończył Narodowy Uniwersytet Leśnictwa Ukrainy. Pracował jako inżynier w wielu zakładach przemysłu drzewnego. Odbył staż na University of Delaware. W latach 1989–1991 był wiceministrem przemysłu leśnego USRR, a od 1992 do 1993 – wiceministrem gospodarki.
W 1994 uzyskiwał mandat deputowanego do Rady Najwyższej II kadencji jak polityk niezależny. Był przewodniczącym podkomisji ds. majątkowych Komisji polityki gospodarczej i zarządzania gospodarczego.
We wrześniu 1993 roku został ministrem gospodarki, a w latach 1995–1996 był wicepremierem Ukrainy w rządzie Jewhena Marczuka.
W latach 2000–2008 pełnił funkcję szefa Stałego Przedstawicielstwa Ukrainy przy Unii Europejskiej, w styczniu 2008 roku opuścił służbę cywilną.
Od 2019 roku jest przewodniczącym Rady Nadzorczej Alfa-Bank SA.

## Odznaczenia
- Order „Za zasługi” III stopnia (2004)[5]